# Fred Thomas (musicista)
Fred Thomas (Ypsilanti, 6 agosto 1976) è un musicista statunitense.

## Biografia
Thomas fondò i Lovesick, la band chamber pop dei Flashpapr, e i Saturday Looks Good to Me negli anni novanta. I Saturday Looks Good to Me, che sono il progetto più famoso di Thomas, pubblicarono i primi album a partire dal 2000, anno in cui uscì il loro esordio omonimo. La band pubblicò anche un album per la K Records intitolato Fill Up the Room (2007). Nello stesso lasso di tempo, Thomas pubblicò i suoi primi album solisti. La sua ultima uscita Aftering (2018) si avvale della collaborazione di Elliot Bergman dei Wild Belle e Anna Burch.
Secondo Mark Deming di AllMusic, Thomas è uno dei musicisti indie rock più influenti del Michigan.

## Discografia parziale

### Da solista

#### Album in studio
- 2002 – Everything Is Pretty Much Totally Fucked Up
- 2003 – I Heard the Angels Sing
- 2004 – Turn It Down
- 2006 – Sink Like a Symphony
- 2007 – Flood
- 2010 – Night Times
- 2012 – Kuma
- 2015 – All Are Saved
- 2017 – Changer
- 2018 – Aftering

### Nei gruppi

#### Nei Lovesick

##### Album in studio
- 1999 – Lovesick
- 1999 – Split (split con This Robot Kills)
- 2001 – Lovesick

#### Nei Flashpapr

##### Album in studio
- 1998 – Pain Taped Over (Forever)
- 1999 – Do What You Must Do
- 2004 – Flashpapr

#### Nei Saturday Looks Good to Me

##### Album in studio
- 2000 – Saturday Looks Good To Me
- 2000 – Cruel August Moon
- 2002 – Love Will Find You
- 2002 – All Your Summer Songs
- 2004 – Every Night
- 2007 – Fill Up The Room
- 2007 – Green Mansions